# Patriofelis
Patriofelis (Padre Gato) es un género extinto de mamíferos placentarios del orden de los creodontos, parecido a un gran gato, que vivió durante el Eoceno medio, hace unos 45 millones de años en América del Norte.

## Morfología

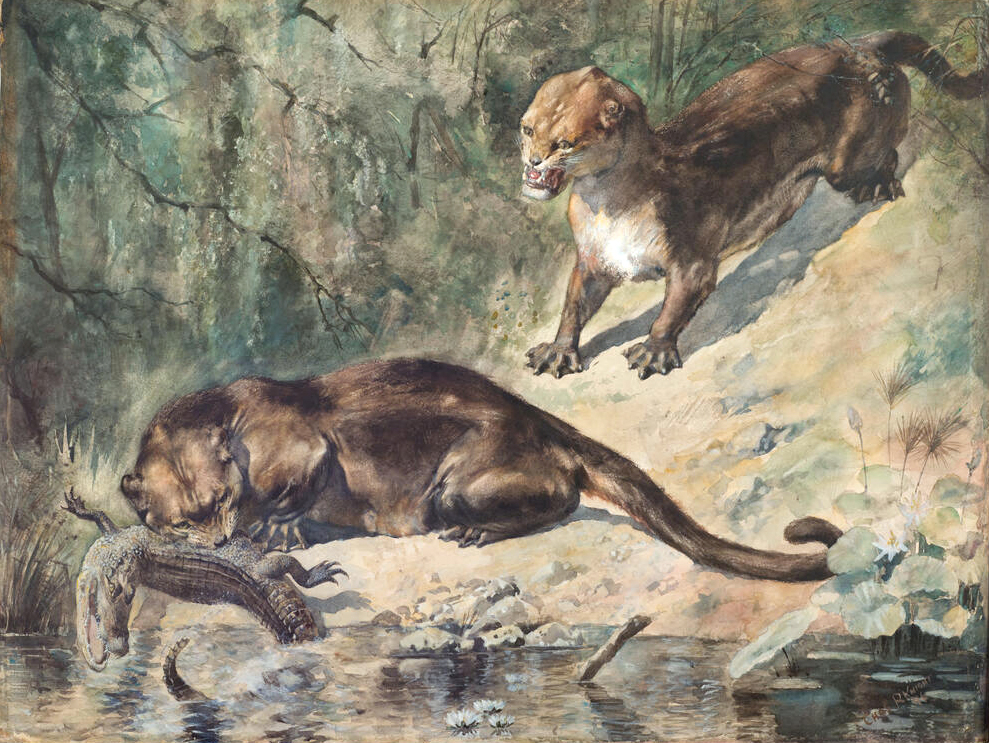
Recreación antigua de Charles R. Knight.

Medía entre 1,2-1,8 metros de largo, sin contar la cola, similar al tamaño de una pantera moderna. Tenía las patas cortas, con amplios pies, lo que sugiere que pudo haber sido un mal corredor, pero muy buen nadador. Como su pariente cercano Oxyaena era un trepador razonablemente bueno, esto quiere decir que Patriofelis posiblemente también debería serlo (Robbins 2006).

## Fósiles
Se han encontrado fósiles del Patriofelis en Estados Unidos, especialmente en el John Day Fossil Beds National Monument (Oregón).

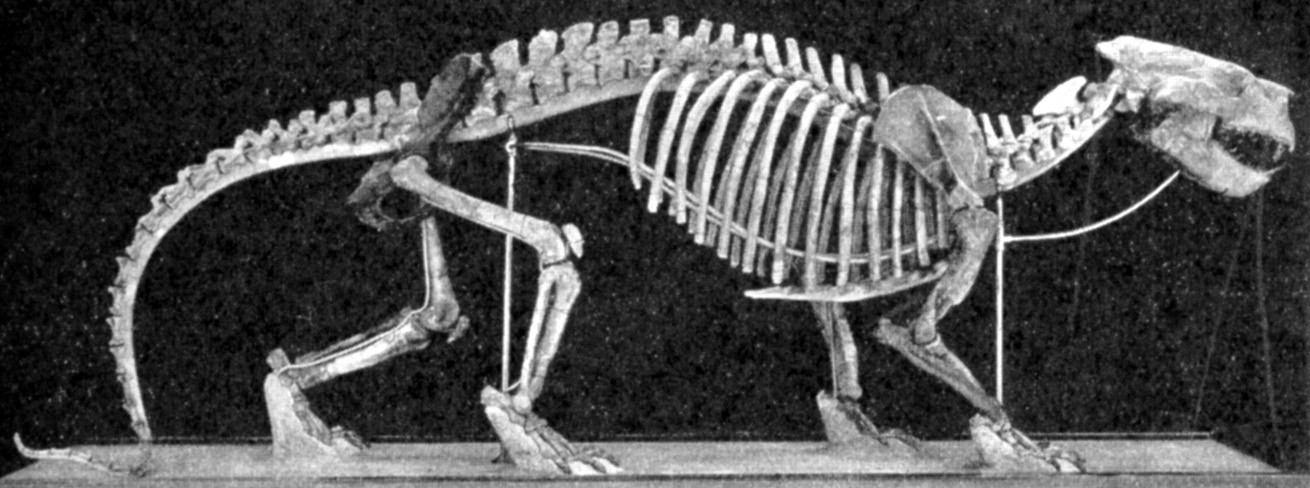
Esqueleto de un Patriofelis
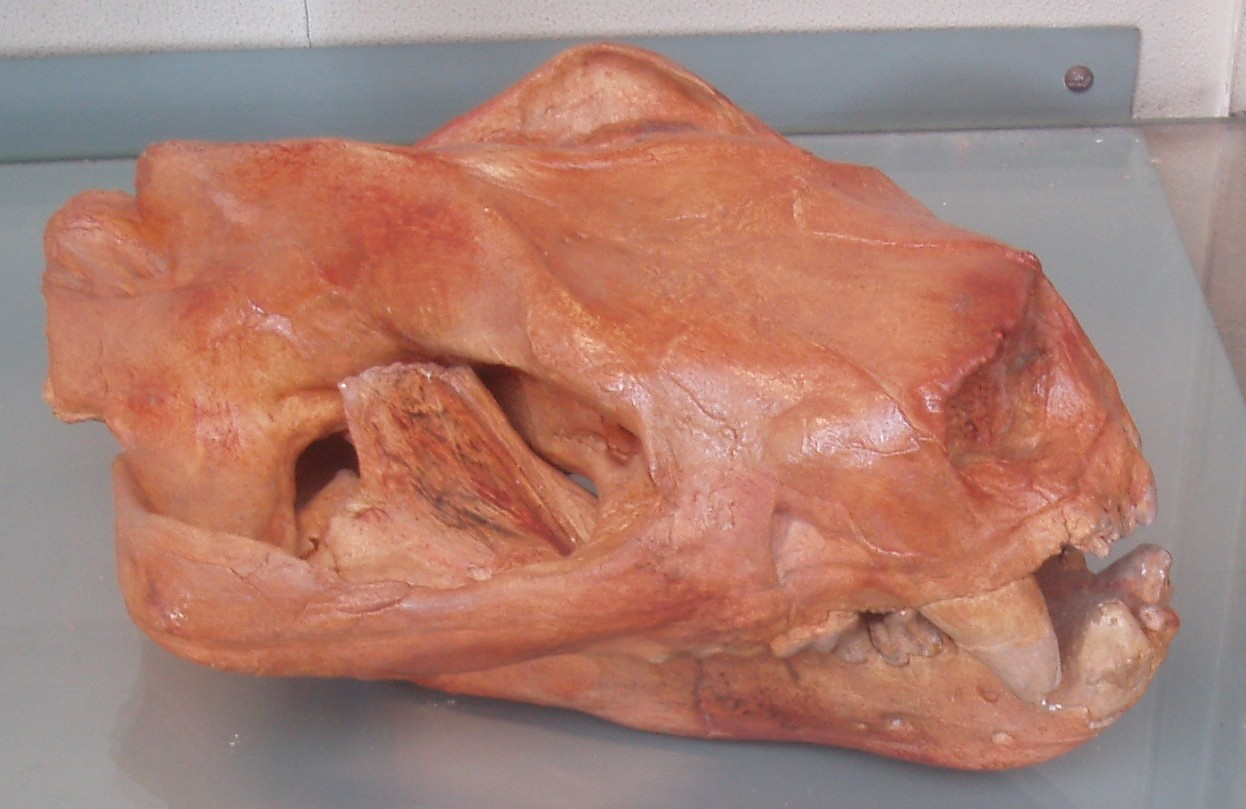
Cráneo de Patriofelis ulta.